# Rybník u Cyklosu Choltice
Rybník u Cyklosu o rozloze vodní plochy 0,26 ha se nalézá asi 200 m severozápadně od železniční zastávky Choltice v okrese Pardubice pod silnicí II. třídy č. 342 vedoucí z vesnice Svinčany do vesnice Veselí u Přelouče. Rybník je využíván pro chov ryb a zároveň představuje lokální biocentrum pro rozmnožování obojživelníků.

## Galerie

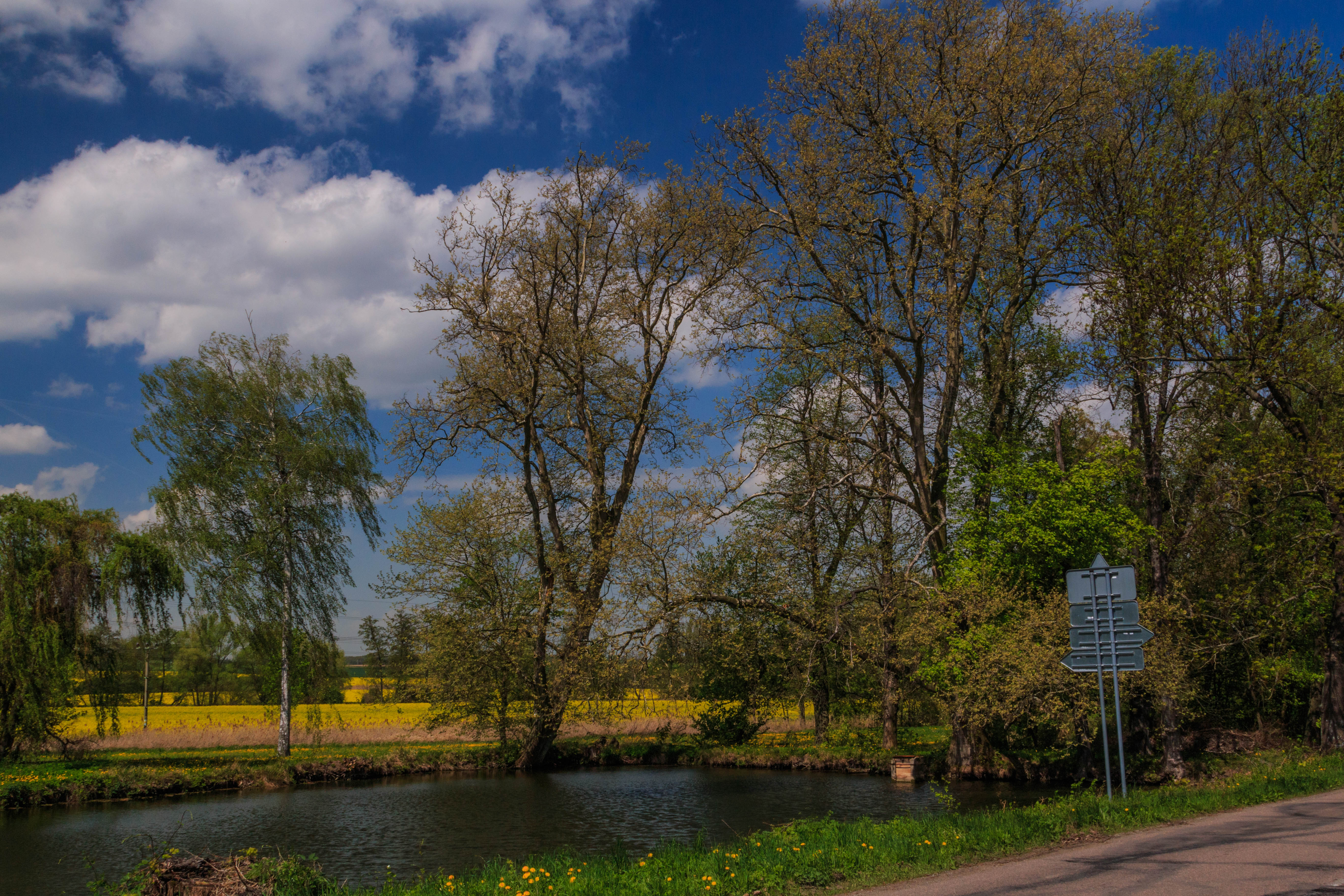
pohled na Rybník u Cyklosu
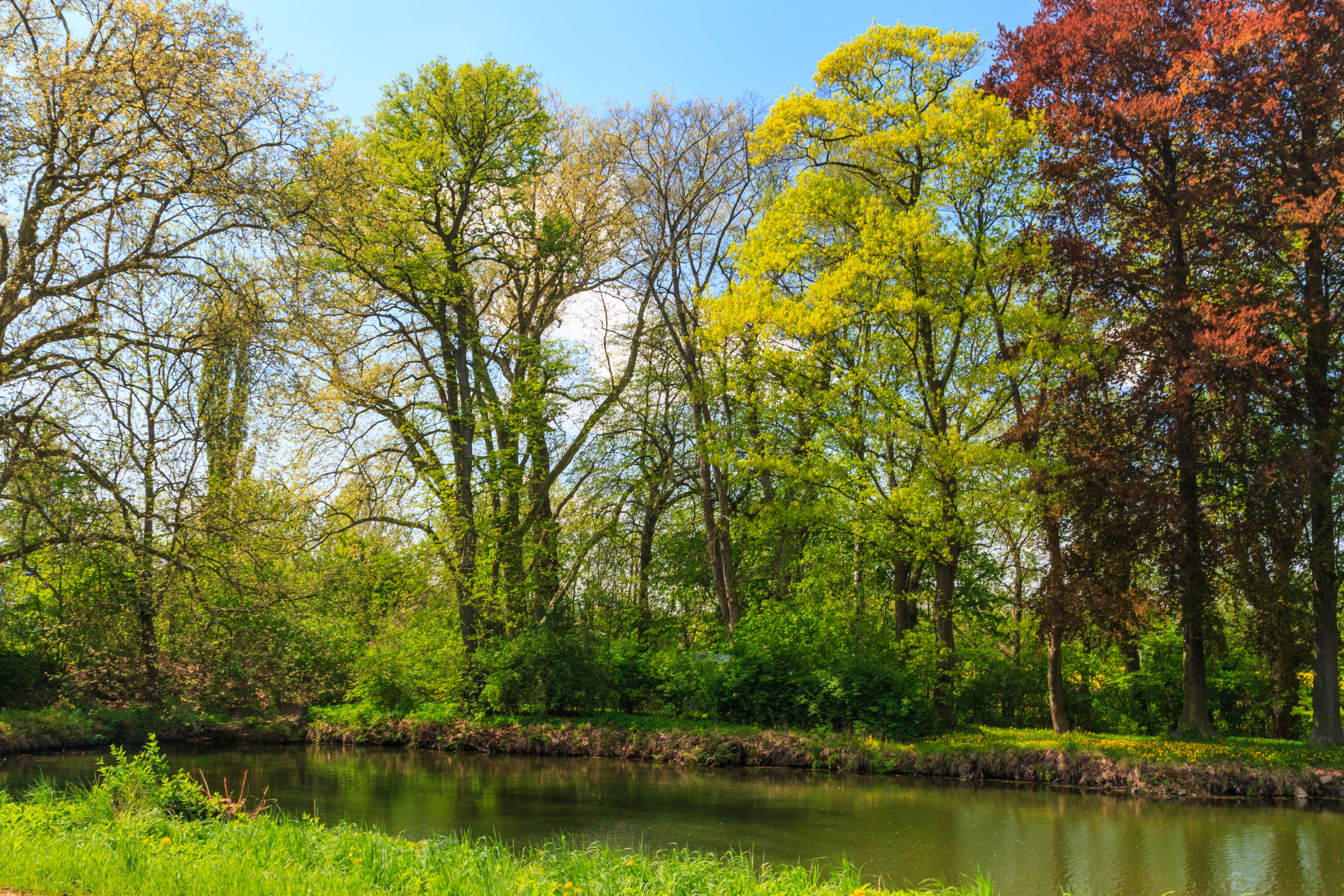
pohled na Rybník u Cyklosu